# Selknam Rugby
Selknam Rugby es un equipo profesional de rugby con sede en la ciudad de Santiago, en Chile, y que participa en el Super Rugby Américas, máxima competición de América del Sur.

## Historia
La franquicia fue fundada en noviembre de 2019 como miembro chileno de la Súper Liga Americana, proyecto de Sudamérica Rugby para profesionalizar el rugby en el continente y con apoyo económico de World Rugby. Su nombre es un homenaje al pueblo indígena de la isla Grande de Tierra del Fuego, originado en el actual Chile y Argentina.
En enero de 2020, se confirmó el primer jugador de la franquicia, fue el capitán y referente del equipo, el tercera línea Ignacio Silva.
El primer plantel de Selknam fue conformado por 35 jugadores, 27 chilenos y 8 extranjeros, entre ellos jugadores de Argentina, Fiyi (Vesi Rarawa) y Tonga (Johnny Ika y Latiume Fosita).
El 4 de marzo de 2020, dirigidos por Pablo Lemoine, disputan el primer encuentro profesional oficial entre equipos sudamericanos, frente al elenco de Peñarol, triunfando de visitante por un marcador de 15 a 13 en el Estadio Charrúa, en Montevideo, Uruguay.
El 14 de marzo de 2020, disputó el primer encuentro como local en su historia, el rival fue Ceibos de Argentina, el resultado fue una derrota por 16 a 32, pero la principal particularidad de ese encuentro fue que por primera ocasión el Estadio Nacional fue sede de un encuentro de rugby, un estadio anteriormente habituado a la práctica del fútbol, posterior a este partido el torneo fue cancelado por Sudamérica Rugby debido a la pandemia de COVID-19.
En la segunda temporada de la liga, ahora bajo la dirección de Nicolás Bruzzone, la primera disputada íntegramente, el equipo terminó en la tercera posición de la fase regular clasificando a las semifinales del torneo en donde perdería por 17 a 14 frente a Peñarol de Uruguay en el Estadio Charrúa de Montevideo.
En la temporada 2022, logra vencer por primera vez al equipo argentino, Jaguares XV, infringiendoles las primeras derrotas en su historia, durante el campeonato logró vencer 3 veces al mencionado equipo, la más importante durante la instancia de semifinales por un marcador de 16 a 10.
El 27 de mayo de 2022, disputó su primera final en la competición, perdiendo por un marcador de 24 a 13 frente a Peñarol de Uruguay, la final fue disputada en el Estadio Charrúa de Montevideo.
Se considera que Selknam fue un pilar fundamental en la primera clasificación del seleccionado de Chile a una Copa Mundial de Rugby lograda para la edición de Francia 2023.
Desde el año 2023, participa en la nueva Super Rugby Americas.
La temporada 2023 fue la primera en la cual el plantel estuvo conformado exclusivamente por jugadores nacionales, en miras a la preparación para la participación en la Copa del Mundo.
Previo al inicio de la temporada 2024 se anunció la llegada del neozelandés Jake Mangin como nuevo entrenador del equipo y la incorporación de nuevos jugadores extranjeros.

## Equipamiento
| Período | Proveedor | Patrocinador principal |
| ------- | --------- | ---------------------- |
| 2020    | Celtry    | No aplica              |
| 2021    | Umbro     | Inversiones Latam      |
| 2022    | Umbro     | Inversiones Latam      |
| 2023    | Umbro     | Banco de Chile         |
| 2024    | Marathon  | Banco de Chile         |
| 2025    | Marathon  | Banco de Chile         |

## Plantel
El 9 de enero de 2025 se anunció el plantel para la temporada 2025 conformado por 45 jugadores chilenos y 3 argentinos.
Entrenador:  Jake Mangin

## Entrenadores
| Entrenador       | Período     |
| ---------------- | ----------- |
| Pablo Lemoine    | 2020        |
| Nicolás Bruzzone | 2021–2023   |
| Jake Mangin      | 2023–Actual |

## Participaciones
| Temporada      | Posición temporada regular | Resultado    |
| -------------- | -------------------------- | ------------ |
| Temporada 2020 | Cancelado                  | Cancelado    |
| Temporada 2021 | 3° puesto                  | Semifinales  |
| Temporada 2022 | 2° puesto                  | Finalista    |
| Temporada 2023 | 5° puesto                  | Fase Regular |
| Temporada 2024 | 5° puesto                  | Fase Regular |
| Temporada 2025 | 3° puesto                  | Semifinales  |

## Resultados contra sus rivales
- Actualizado a últimos partidos disputados al 6 de junio de 2025

| Oponente            | Jugados | Ganados | Empatados | Perdidos | % de victorias | Mejor resultado |
| ------------------- | ------- | ------- | --------- | -------- | -------------- | --------------- |
| American Raptors    | 4       | 3       | 0         | 1        | 75.0%          | 45-10           |
| Black Lion          | 1       | 0       | 0         | 1        | 0.0%           | 30-33           |
| Cafeteros Pro       | 4       | 4       | 0         | 0        | 100.0%         | 64-3            |
| Ceibos Rugby        | 1       | 0       | 0         | 1        | 0.0%           | 16-32           |
| Cobras Brasil Rugby | 10      | 8       | 0         | 2        | 80.0%          | 66-10           |
| Dogos XV            | 6       | 2       | 1         | 3        | 33.3%          | 45-40           |
| Jaguares XV         | 5       | 3       | 0         | 2        | 60.0%          | 23-10           |
| Pampas              | 6       | 3       | 0         | 3        | 50.0%          | 34-20           |
| Peñarol Rugby       | 14      | 3       | 0         | 11       | 21.4%          | 27-17           |
| Tarucas             | 2       | 1       | 0         | 1        | 50.0%          | 49-24           |
| Yacare XV           | 10      | 4       | 0         | 6        | 40.0%          | 41-19           |
| Total               | 63      | 31      | 1         | 31       | 49.20%         | -               |

## Palmarés
- Subcampeón del Súper Rugby Américas (1): 2022

## Resultados destacados
|    | Año  | Rival            | Resultado | Diferencia |
| -- | ---- | ---------------- | --------- | ---------- |
| 1  | 2022 | Cafeteros Pro    | 64-3      | +61        |
| 2  | 2021 | Cobras Brasil XV | 66-10     | +56        |
| 3  | 2022 | Cobras Brasil XV | 46-10     | +36        |
| 4  | 2023 | American Raptors | 45-10     | +35        |
| 5  | 2021 | Cafeteros Pro    | 42-11     | +31        |
| 6  | 2022 | Cobras Brasil XV | 37-8      | +29        |
| 7  | 2024 | Cobras Brasil XV | 43-15     | +28        |
| 8  | 2025 | Tarucas          | 49-24     | +25        |
| 9  | 2024 | Yacare XV        | 39-15     | +24        |
| 10 | 2021 | Cafeteros Pro    | 35-12     | +23        |

|    | Año  | Rival         | Resultado | Diferencia |
| -- | ---- | ------------- | --------- | ---------- |
| 1  | 2021 | Jaguares XV   | 8-68      | -60        |
| 2  | 2021 | Jaguares XV   | 8-65      | -57        |
| 3  | 2024 | Pampas        | 0-54      | -54        |
| 4  | 2022 | Peñarol Rugby | 3-31      | -28        |
| 5  | 2023 | Peñarol Rugby | 8-31      | -23        |
| 6  | 2024 | Pampas        | 19-41     | -22        |
| 7  | 2024 | Peñarol Rugby | 17-35     | -18        |
| 8  | 2020 | Ceibos Rugby  | 16-32     | -16        |
| 9  | 2025 | Peñarol Rugby | 18-34     | -16        |
| 10 | 2024 | Yacare XV     | 20-34     | -14        |